# 岡田麻希
岡田 麻希（おかだ まき、3月28日 - ）は、あいテレビのアナウンサー。

## 来歴
愛媛県今治市出身。愛媛県立今治西高等学校、東京理科大学卒業。愛媛県産の柑橘類を日本各地でPRする「愛媛みかん大使」を1年間務めた後、2007年にあいテレビに入社した。
後に報道記者に転じた同期の金野純子と同様に、当初の肩書きはアナウンサーではなくリポーターであったが、後にあいテレビの公式サイトや同局の YouTube 公式配信動画などでアナウンサーと表記されるようになった。

## 担当番組
- いちおし[9]
- ハートもまんぷく！キッチンPIPOT[10]
- デジタルロック[11]
- ラブ☆スタ[12]
- よるマチ!（2015年7月6日 - ）
- アナ番Bang!
- なぞマチ!?[13]